# Цено Хинковски
Цено Стоянов Хинковски е български генетик и животновъд, академик на БАН.

## Биография
Цено Хинковски е роден на 29 август 1927 г. в с. Борован. Член е на РМС от 1942 г., а на БКП от 1949 г. По време на Втората световна война отговаря за ремсовите групи. През 1950 г. завършва Софийския университет. През 1953 г. започва работа като научен сътрудник към Института по животновъдство в Костинброд.
Специализира генетика при Нобеловия лауреат проф. Херман Мюлер в САЩ. Член на Световната федерация на генетиците.
Основните научни приноси на акад. Цено Хинковски са в областта на популационната, клетъчната и молекулната генетика с приложение в селекцията, развъждането и репродукцията в животновъдството, основани на постиженията на съвременните биотехнологии, методи за изкуствено осеменяване. Автор и съавтор на ценни породи и вътрепородни генетични структури – Североизточна тънкорунна порода овце, Северобългарски коридел, Българска синтетична популация високомлечни овце, Българска бяла порода кози и Българска Мура биволи.
Директор на Института по Животновъдство, Костинброд и генерален директор на Научно обединение говедовъдство и овцевъдство. Главен научен секретар на Селскостопанска академия (1973 – 1976) и председател на Селскостопанска академия (1981 – 1992). Носител на редица наши и чуждестранни награди и отличия, между които: Димитровска награда, орден „Кирил и Методий“, „Заслужил деятел на науката“ и орден „Стара планина“. Бил е заместник-председател на Изпълнителния комитет на ЦС на НАПС. Член-кореспондент на БАН, член на Академията на селскостопанските науки на СССР, на Селскостопанската академия на ГДР, член на Съвета за духовно развитие при Министерския съвет. От 1981 до 1990 г. е кандидат-член на ЦК на БКП.
Почива на 26 май 2013 г. в София.

## Външни източници
- Списък на академици на БАН Архив на оригинала от 2013-01-16 в Wayback Machine.